# Thismia iguassuensis
Thismia iguassuensis là một loài thực vật có hoa trong họ Burmanniaceae. Loài này được (Miers) Warm. miêu tả khoa học đầu tiên năm 1902.